# ادلاپ
ادلاپ (به انگلیسی: Adelup) در ایالات متحده آمریکا است که در گوآم واقع شده‌است.